# Valtari (centre commercial)
Le centre commercial Valtari (finnois : Kauppakeskus Valtari) est un centre commercial situé au centre-ville de Kouvola en Finlande.

## Description
Le centre commercial Valtari est situé entre les rues Hallituskatu et Kouvolankatu à proximité de la gare de Kouvola.
Le centre commercial a été construit dans les années 1970 et a été rénové en 2015 et 2017.
Tous les magasins sont situés au rez-de-chaussée et le premier étage est une aire de stationnement.
Le bâtiment a une surface de 7 600 m2 dont 6 100 m2 pour loger une vingtaine d'enseignes commerciales dont la pharmacie Kouvolan Ykkösapteekki, dentiste Suu ja Hammas,  K-Supermarket Valtari, Alko,  Kotipizza, Tiimari, Taito-Shop, Opticien Optiikka-asema et Kymsote.